# Société de pathologie exotique
La Société francophone de médecine tropicale et santé internationale — initialement Société de pathologie exotique — créée en 1907, est une société scientifique savante française. Son siège est situé sur le campus parisien de l'Institut Pasteur dans le XVe arrondissement de Paris.

## Histoire
La Société de pathologie exotique est fondée le 5 novembre 1907 à l'initiative d'Alphonse Laveran et de Félix Mesnil lors d'une réunion de chercheurs tenue à l'Institut Pasteur et présidée par Émile Roux.
Elle a pour but : l'étude des maladies exotiques de l'homme et des animaux ; l'étude de l'hygiène et des mesures sanitaires destinées à empêcher l'extension des épidémies et des épizooties d'origine exotique ; l'étude de tout problème de médecine, biologie et santé tropicales, et de ceux posés par les expatriations et les voyages.
La société souhaite voir les médecins, pharmaciens, vétérinaires et naturalistes travaillant dans les régions tropicales, apporter leurs travaux, envoyer de la documentation ou des échantillons (anatomie pathologique, préparations histologiques, parasites, insectes). De son côté, la Société entend leur procurer tous les renseignements qui leur sont nécessaires.
Le 20 décembre 1907, les statuts de la société sont adoptés et un bureau provisoire nommé. La dernière version "remaniée" de ces statuts date de 2003.
Le 22 janvier 1908, Alphonse Laveran est nommé président de la société (il reste à ce poste jusqu’en 1920). Alphonse Chantemesse et Alexandre Kermorgant sont élus vice-présidents, Émile Marchoux, Félix Mesnil, secrétaires généraux, Édouard Dujardin-Beaumetz et Charles Dopter, secrétaires des séances. Léon Bertrand, Alfred Giard, Émile Roux et Émile Vallin sont membres de son conseil. Parmi les membres honoraires élus : Patrick Manson, Charles Le Myre de Vilers, Elie Metchnikoff, Ronald Ross.
Dès 1908, la Société de pathologie exotique publie un Bulletin, recueil d'articles scientifiques et de comptes rendus de ses séances. Ce dernier est toujours édité aujourd'hui et bénéficie d'une diffusion papier et électronique.
En 1913, la société décide de mettre en place des commissions destinées à alerter le pouvoir politique sur les problèmes de santé publique des populations des colonies : Commission de l'opium (1913) ; Commission de la maladie du sommeil (1920, 1931, 1942) ; Commission du paludisme (1922), commission de la fièvre Jaune (1927).
En 1927, une médaille d'or est créée à l'effigie d'Alphonse Laveran, destinée à honorer des scientifiques pour leurs travaux dans le domaine de la médecine tropicale.
En 1933, la société fête son 25e anniversaire en présence d'Albert Lebrun, président de la République, et sous la présidence d'Albert Sarrault, ministre des Colonies.
De 1930 à 1945, la société fait de nombreuses interventions auprès de l'industrie pharmaceutique pour obtenir la mise à disposition de la population de médicaments efficaces et bon marché.
En 1943, elle ouvre un centre de documentation de pathologie exotique.
Le 10 décembre 1962, la Société de pathologie exotique est reconnue d'utilité publique.
Entre 1980 et 1997, plusieurs bourses et prix destinés à financer des recherches ou récompenser des travaux dans le domaine de la pathologie tropicale sont créés : prix Noury-Lemarié (1980-1997) ; prix-bourse Rouyer-Mugard (1983-1996) ; bourse de la SPE (1997).
Tout au long des années 1980 et 1990, la société organise des conférences didactiques ouvertes aux étudiants en médecine tropicale.
Depuis 2005, elle parraine un cours international francophone de vaccinologie.
En 2019, la Société de pathologie exotique change son nom en Société Francophone de Médecine Tropicale et Santé Internationale.

## Organisation de la société
La société de pathologie exotique est administrée par un conseil d'administration de 12 à 15 membres, élues pour un mandat de 4 ans.
Depuis son renommage en 2019 en Société Francophone de Médecine Tropicale et Santé Internationale, le conseil d'administration est de 15 membres.
Le Conseil se réunit au moins une fois tous les quatre mois. Les procès-verbaux des conseils sont signés par le Président et le Secrétaire général.
Le siège de la société se situe sur le campus de l'Institut Pasteur de Paris (28 rue du Docteur-Roux, 75015 Paris, France). Ses bureaux sont situés Pavillon Laveran, Hôpital Pitié-Salpêtrière, 75013 Paris.

### Liste des Présidents de la Société
- 1908-1920 : Alphonse Laveran
- 1920-1924 : Albert Calmette
- 1924-1928 : Félix Mesnil
- 1928-1932 : Émile Marchoux
- 1932-1936 : Émile Brumpt
- 1936-1939 : Émile Roubaud
- 1946-1950 : Adolphe Sicé
- 1950-1954 : Léon Launoy
- 1954-1958 : Georges Girard
- 1958-1962 : Henri Galliard
- 1962-1966 : Marcel Vaucel
- 1966-1970 : François Blanc
- 1970-1974 : Paul Giroud
- 1974-1978 : Lucien C. Brumpt
- 1978-1982 : Maurice Payet
- 1982-1986 : Guy Charmot
- 1986-1990 : Henri Félix
- 1990-1994 : Pierre Pène
- 1994-1998 : Marc Gentilini
- 1999-2003: Alain Chippaux
- 2003-2006 : Pierre Saliou
- 2007-2010 : Pierre Ambroise-Thomas
- 2011-2014 : Jean Delmont
- 2015-2018 : Yves Buisson
- 2019-2022 : Jean Jannin

### Liste des Lauréats de la médaille d'or
- 1927 : Sir Arnold Theiler
- 1929 : Edmond Sergent
- 1931 : Jérôme Rodhain
- 1933 : Émile Roubaud
- 1935 : Andrew Watson Sellards
- 1937 : Georges Blanc
- 1956 : Sir Leonard Rogers
- 1959 : Georges Girard
- 1962 : Nicolaas Hendrik Swellengrebel
- 1964 : M.L.R. Montel
- 1966 : Albert Dubois
- 1968 : Marcel Vaucel
- 1971 : Percy Cyril Claude Garnham
- 1976 : François Blanc
- 1983 : Léon Jean Bruce-Chwatt
- 1983 : Ian Alexander McGregor (en)
- 1989 : Félix Houphouët-Boigny
- 1995 : Léon Lapeyssonnie
- 1995 : Jean Mouchet
- 1995 : Sœur Emmanuelle
- 2002 : Marina d'Almeida Massougbodji
- 2008 : Fondation DNDi